# La face de Bellevarde
La face de Bellevarde è una pista sciistica situata a Val-d'Isère, in Francia. Sul pendio, che si snoda sulla Rocher de Bellevarde, si tengono gare di slalom gigante e slalom speciale della Coppa del Mondo di sci alpino.

## Albo d'oro

### Uomini

#### Discesa libera
| Data                                   | Competizione    | Primo           | Secondo        | Terzo         |
| -------------------------------------- | --------------- | --------------- | -------------- | ------------- |
| XVI Giochi olimpici invernali          | 9 febbraio 1992 | Patrick Ortlieb | Franck Piccard | Günther Mader |
| Campionati mondiali di sci alpino 2009 | 7 febbraio 2009 | John Kucera     | Didier Cuche   | Carlo Janka   |

#### Supergigante
| Data                                   | Competizione     | Primo               | Secondo         | Terzo              |
| -------------------------------------- | ---------------- | ------------------- | --------------- | ------------------ |
| XVI Giochi olimpici invernali          | 16 febbraio 1992 | Kjetil André Aamodt | Marc Girardelli | Jan Einar Thorsen  |
| Coppa del Mondo di sci alpino 1993     | 5 dicembre 1992  | Jan Einar Thorsen   | Franz Heinzer   | Luigi Colturi      |
| Campionati mondiali di sci alpino 2009 | 4 febbraio 2009  | Didier Cuche        | Peter Fill      | Aksel Lund Svindal |
| Coppa del Mondo di sci alpino 2010     | 12 dicembre 2009 | Michael Walchhofer  | Ted Ligety      | Werner Heel        |

#### Slalom gigante
| Data                                   | Competizione     | Primo             | Secondo               | Terzo                 |
| -------------------------------------- | ---------------- | ----------------- | --------------------- | --------------------- |
| XVI Giochi olimpici invernali          | 18 febbraio 1992 | Alberto Tomba     | Marc Girardelli       | Kjetil André Aamodt   |
| Coppa del Mondo di sci alpino 2009     | 13 dicembre 2008 | Carlo Janka       | Massimiliano Blardone | Gauthier de Tessières |
| Campionati mondiali di sci alpino 2009 | 13 febbraio 2009 | Carlo Janka       | Benjamin Raich        | Ted Ligety            |
| Coppa del Mondo di sci alpino 2010     | 13 dicembre 2009 | Marcel Hirscher   | Massimiliano Blardone | Benjamin Raich        |
| Coppa del Mondo di sci alpino 2011     | 11 dicembre 2010 | Ted Ligety        | Aksel Lund Svindal    | Massimiliano Blardone |
| Coppa del Mondo di sci alpino 2013     | 8 dicembre 2012  | Alexis Pinturault | Felix Neureuther      | Marcel Hirscher       |
| Coppa del Mondo di sci alpino 2014     | 14 dicembre 2013 | Marcel Hirscher   | Thomas Fanara         | Stefan Luitz          |
| Coppa del Mondo di sci alpino 2016     | 12 dicembre 2015 | Marcel Hirscher   | Felix Neureuther      | Victor Muffat Jeandet |
| Coppa del Mondo di sci alpino 2017     | 10 dicembre 2016 | Alexis Pinturault | Marcel Hirscher       | Henrik Kristoffersen  |
| Coppa del Mondo di sci alpino 2018     | 9 dicembre 2017  | Alexis Pinturault | Stefan Luitz          | Marcel Hirscher       |
| Coppa del Mondo di sci alpino 2019     | 8 dicembre 2018  | Marcel Hirscher   | Henrik Kristoffersen  | Matts Olsson          |
| Coppa del Mondo di sci alpino 2022     | 11 dicembre 2021 | Marco Odermatt    | Alexis Pinturault     | Manuel Feller         |
| Coppa del Mondo di sci alpino 2023     | 10 dicembre 2022 | Marco Odermatt    | Manuel Feller         | Žan Kranjec           |
| Coppa del Mondo di sci alpino 2024     | 9 dicembre 2023  | Marco Odermatt    | Marco Schwarz         | Joan Verdú            |
| Coppa del Mondo di sci alpino 2025     | 14 dicembre 2024 | Marco Odermatt    | Patrick Feurstein     | Stefan Brennsteiner   |

#### Slalom speciale
| Data                                   | Competizione     | Primo                | Secondo              | Terzo                |
| -------------------------------------- | ---------------- | -------------------- | -------------------- | -------------------- |
| Coppa del Mondo di sci alpino 1993     | 6 dicembre 1992  | Thomas Fogdö         | Thomas Sykora        | Hubert Strolz        |
| Campionati mondiali di sci alpino 2009 | 15 febbraio 2009 | Manfred Pranger      | Julien Lizeroux      | Michael Janyk        |
| Coppa del Mondo di sci alpino 2011     | 12 dicembre 2010 | Marcel Hirscher      | Benjamin Raich       | Steve Missillier     |
| Coppa del Mondo di sci alpino 2013     | 9 dicembre 2012  | Marcel Hirscher      | Stefan Luitz         | Ted Ligety           |
| Coppa del Mondo di sci alpino 2014     | 15 dicembre 2013 | Mario Matt           | Mattias Hargin       | Patrick Thaler       |
| Coppa del Mondo di sci alpino 2016     | 13 dicembre 2015 | Henrik Kristoffersen | Marcel Hirscher      | Felix Neureuther     |
| Coppa del Mondo di sci alpino 2017     | 11 dicembre 2016 | Henrik Kristoffersen | Marcel Hirscher      | Aleksandr Chorošilov |
| Coppa del Mondo di sci alpino 2018     | 10 dicembre 2017 | Marcel Hirscher      | Henrik Kristoffersen | André Myhrer         |
| Coppa del Mondo di sci alpino 2020     | 15 dicembre 2019 | Alexis Pinturault    | André Myhrer         | Stefano Gross        |
| Coppa del Mondo di sci alpino 2022     | 12 dicembre 2021 | Clément Noël         | Kristoffer Jakobsen  | Filip Zubčić         |
| Coppa del Mondo di sci alpino 2023     | 11 dicembre 2022 | Lucas Braathen       | Manuel Feller        | Loïc Meillard        |
| Coppa del Mondo di sci alpino 2024     | 10 dicembre 2023 | annullata            | annullata            | annullata            |
| Coppa del Mondo di sci alpino 2025     | 15 dicembre 2024 | Henrik Kristoffersen | Atle Lie McGrath     | Loïc Meillard        |

#### Combinata alpina
| Data                          | Competizione        | Primo       | Secondo           | Terzo        |
| ----------------------------- | ------------------- | ----------- | ----------------- | ------------ |
| XVI Giochi olimpici invernali | 10-11 febbraio 1992 | Josef Polig | Gianfranco Martin | Steve Locher |

#### Supercombinata
| Data                                   | Competizione     | Primo              | Secondo              | Terzo                       |
| -------------------------------------- | ---------------- | ------------------ | -------------------- | --------------------------- |
| Coppa del Mondo di sci alpino 2008     | 3 febbraio 2008  | Bode Miller        | Ivica Kostelić       | Natko Zrnčić-Dim            |
| Coppa del Mondo di sci alpino 2009     | 12 dicembre 2008 | Benjamin Raich     | Jean-Baptiste Grange | Marcel Hirscher             |
| Campionati mondiali di sci alpino 2009 | 9 febbraio 2009  | Aksel Lund Svindal | Julien Lizeroux      | Natko Zrnčić-Dim            |
| Coppa del Mondo di sci alpino 2010     | 11 dicembre 2009 | Benjamin Raich     | Marcel Hirscher      | Manfred Mölgg Romed Baumann |

### Donne

#### Slalom gigante
| Data                                   | Competizione     | Prima         | Seconda   | Terza            |
| -------------------------------------- | ---------------- | ------------- | --------- | ---------------- |
| Campionati mondiali di sci alpino 2009 | 12 febbraio 2009 | Kathrin Hölzl | Tina Maze | Tanja Poutiainen |

#### Slalom speciale
| Data                                   | Competizione     | Prima        | Seconda         | Terza            |
| -------------------------------------- | ---------------- | ------------ | --------------- | ---------------- |
| Campionati mondiali di sci alpino 2009 | 15 febbraio 2009 | Maria Riesch | Šárka Záhrobská | Tanja Poutiainen |